# Aqeela Asifi
Aqeela Asifi (1966) è un'insegnante afghana.
Ha insegnato a migliaia di bambini in Mianwali, Pakistan.

## Biografia
Asifi ha studiato in Afghanistan come insegnante di storia e geografia.
Ha dovuto lasciare il proprio Paese quando sono subentrati i Talebani nel 1992. Quando è arrivata come rifugiata al campo Kot Chandna in Mianwali non c'erano scuole per i bambini rifugiati; Aqeela ha realizzato una scuola con una tenda presa in prestito. Nel 2017 nel campo esistono nove scuole con oltre 1500 studenti; molte di queste sono frequentate anche da bambine rifugiate.
Nel 2015 Asifi è stata premiata con il Nansen Refugee Award per i suoi instancabili sforzi volti a fornire un'istruzione ai bambini rifugiati afgani. Ha usato gran parte dei suoi $100,000 del premio Nansen per costruire una nuova scuola. Il Premio è conferito per lo straordinario servizio per i rifugiati.